# Teresa Soria Ruano
Teresa Soria Ruano (29 de diciembre, Elda, Alicante, España) es una actriz española conocida por su participación en cortometrajes como A solas, de Javier Rubio o Ritmosis, de Adrián Ramos y Oriol Segarra; largometrajes como Diamond flash, de Carlos Vermut; o videoclips como Best not to say it, del grupo Bel and the Boy o Mujer contra mujer de Javiera Mena.

## Biografía
Uno de sus primeros papeles en el campo del largometraje fue con un papel de reparto en la cinta Sagitario, de Vicente Molina Foix y tras esta primera experiencia, repitió en el mundo del cine con papeles secundarios o de reparto en largometrajes como Pasos de baile, de John Malkovich, AzulOscuroCasiNegro, de Daniel Sánchez Arévalo, Truman de Cesc Gay, Magical girl o Diamond flash, de Carlos Vermut.
En teatro ha participado en numerosas producciones, desde clásicos El mercader de Venecia o Las tres hermanas, pasando por teatro más comercial La extraña pareja, montajes más vanguardistas como Manlet de María Velasco o Trampolín - reforma 7bde Fernando Piernas, teatro foro o teatro con contenido social como Entre mujeres. Su último trabajo sobre las tablas está en los Teatros Luchana de Madrid con la obra Victoria viene a cenar en la que representa a Clara Campoamor.
Por otra parte, en el campo del cortometraje ha participado como actriz en numerosos títulos por los que ha recibido varios premios o nominaciones, como A solas (Mejor Actriz en Festival de Curtmiratges 2012) o Relájese, ambos de Javier Rubio, con el que logró el Premio a la Mejor Interpretación en la IX muestra "Cortos de aquí" de Elda; o Un día cualquiera de Nayra Sanz Fuentes, haciéndose con el premio a Mejor Actriz en el III Festival Avilacine 2014.
o premio Mejor Actriz por Dentro del Sistema de Javier Rubio en CyLnema en Corto, 2108. Otros trabajos suyos han sido: La Invitación de Susana Casares (nominado a los Goya 2017), Camas de Manuela Moreno, Ritmosis de Adrián Ramos y Oriol Segarra, Rött hår | Svart, de Alfonso Díaz y Luis Ángel Pérez; El regalo, de Irlanda Tambascio, Nina Vértigo, de David Turpin o Siboney, de Juanjo Rueda.
De igual manera, Teresa Soria Ruano se estrenó como codirectora con el cortometraje Dudas, codirigido junto con Javier Rubio; y más tarde repitió experiencia y equipo con A nadie le gustan y Branksy; junto con Gabriel Beitia codirige En mi piso, no  (en el que también participó como coguionista).
Ha participado como actriz en el videoclip Best not to say it, del dúo Bel and the Boy (formado por Belén Arjona y John Lanigan) o en el de Mujer contra mujer de Javiera Mena, 2019. El 16 de diciembre de 2011 se estrena en las salas de cine de España Bellos suicidios, de Rafael Gordon, su primer largometraje con papel protagonista.
CINE:
- Truman. De Cesc Gay
- Magical girl. De Carlos Vermut
- Blancanieves. De Pablo Berger.
- Omnívoros. De Óscar Rojo.
- Al final todos mueren. De Javier Botet, Roberto Pérez Toledo, Pablo Vara, David Galán Galindo y Javier Fesser.
- Diamond flash. De Carlos Vermut.
- Bellos suicidios. De Rafael Gordon.
- Fragmentos. De Israel De La Rosa.
- Desfigurados. De Israel De La Rosa.
- AzulOscuroCasiNegro. De Daniel Sánchez Arévalo.
- Pasos de baile. De John Malkovich. (Doblaje en inglés).
- Sagitario. De Vicente Molina Foix.

TELEVISIÓN:
- La promesa como Norberta. 3ª temporada.
- Amar es para siempre como Covadonga Núñez. 7ª temporada.
- Acacias 38 como Sor Camino.
- Centro médico. Varios capitulares.
- Mitos y leyendas. TVE
- Mi gemela es hija única. Capítulo 32. Productora Grundy.

CORTOMETRAJES:
- Aquel lado. Dirigido por Lucas Parnés y Jesús Serna.
- Acto reflejo. Dirigido por Alfonso Sanchez.
- Dentro del Sistema. Dirigido por Javier Rubio.
- La invitación. Dirigido por Susana Casares
- The end of the World, Dirigido por Chris Downs.
- This isn't what it looks like, Dirigido por Juan Alberto de Burgos.
- Nina Vértigo, Dirigido por David Turpin.
- El regalo, Dirigido por Irlanda Tambascio.
- En mi piso, no. Dirigido por Gabriel Beitia y Teresa Soria Ruano.
- A nadie le gustan. Dirigido por Javier Rubio.
- Rött hår | Svart. Dirigido por Alfonso Díaz y Luis Ángel Pérez.
- A solas. Dirigido por Javier Rubio.
- Camas. Dirigido por Manuela Moreno.
- Ritmosis Dirigido por Adrián Ramos y Oriol Segarra.
- Relájese. Dirigido por Javier Rubio.

- Espiral. Dirigido por Javier Rubio.
- Después de ayer. Dirigido por Israel De La Rosa.
- La Bella Durmiente. Dirigido por Eugenia Ruiz-Alvarado.
- Té para tres. Dirigido por Álvaro León.
- La Lexión. Dirigido por Luis Rafael Gazabón.
- La increíble historia de un hombre extraño. Dirigido por Daniel De La Peña y Raúl Díez Alaejos.
- Conversación importante. Dirigido por David Chaumel.
- El fin. Dirigido por Alberto Gorritiberea.

MONTAJES TEATRALES:
- Victoria viene a cenar de Olga Mínguez Pastor. Dirección: Carmen Nieves.
- La extraña pareja de Neil Simon. Dirección: Andrés Rus.
- Off. Dirección y dramaturgia de Marcos Fernandez Alonso.
- Entre Mujeres de Bego Isbert. Dirección: Juan Carlos Mestre.
- Apocalipsis Brunch de Nacho Valle. Dirección: Roberto Terán.
- Polvorones. Dirección y dramaturgia de Juan Carlos Mestre.
- Las tres hermanas de Anton Chejov. Dirección: Livia Cruz Montes.
- Manlet de María Velasco. Dirección: Inés Pinole.
- Trampolín - reforma 7b de Fernando Piernas. Dirección: Fernando Piernas.
- Hamlet de Luis Buñuel y Pepín Bello. Dirección: Rafael Gordon.
- Cuatro Tarjetas Postales y Nueve Ventanas de Francisco Portes. Dirección: Francisco Portes.
- El burgués gentilhombre de Molière. Dirección: Francisco Portes.
- Mercader de Venecia de William Shakespeare. Dirección: Juan Luis Mira.
- Los Pelópidas de Jorge Llopis. Dirección: Manolo Ochoa.
- El agujero del Carmen de Antonio Peñalver. Dirección: Natalia Bravo.
- ¡Andá, mi madre! de Juan José Alonso Millán. Dirección: Juan Carlos Mestre.

VIDEOCLIPS:
- Best not to say it, del dúo Bel and the Boy. (2011)
- Mujer contra mujer, de Javiera Mena (2019)

## Videobook y cortometrajes de la actriz en Internet
- Videobook de la actriz Teresa Soria Ruano
- Cortometraje A solas de Javier Rubio
- Cortometraje Bransky de Teresa Soria Ruano y Javier Rubio.
- Cortometraje "This isnt't what it look like", Dirigido por Juan Alberto de Burgos.
- Cortometraje "Rött hår  en Vimeo
- Cortometraje "Camas", de Manuela Moreno.
- Cortometraje "Hipnosis", de Bel Armenteros. en Vimeo
- Cortometraje "En mi piso, no", de Gabriel Beitia
- Cortometraje "Ritmosis" en la web de Notodofilmfes
- Videoclip "Best not to say it"
- Cortometraje "Relájese" (1.ª Parte), de Fco. Javier Rubio.
- Cortometraje "Relájese" (2.ª Parte)
- Cortometraje "Espiral", de Javier Rubio

## Enlaces
- Ficha de Teresa Soria Ruano en IMDb[4]
- Crítica de "Rott Har Svart" en Sueños de un espectador
- Crítica de "A Solas" en Sueños de un espectador
- Crítica de "Ritmosis" en Sueños de un espectador